# Decoration Day
Decoration Day è un album in studio del gruppo musicale statunitense Drive-By Truckers, pubblicato nel 2003.

## Tracce
1. The Deeper In – 3:15 (Hood)
2. Sink Hole – 3:27 (Hood)
3. Hell No, I Ain't Happy – 4:38 (Hood)
4. Marry Me – 5:42 (Cooley)
5. My Sweet Annette – 3:51 (Hood)
6. Outfit – 4:06 (Isbell)
7. Heathens – 4:47 (Hood)
8. Sounds Better in the Song – 4:08 (Cooley)
9. (Something's Got to) Give Pretty Soon – 3:38 (Hood)
10. Your Daddy Hates Me – 6:40 (Hood)
11. Careless – 2:07 (Hood)
12. When the Pin Hits the Shell – 4:10 (Cooley)
13. Do It Yourself – 3:20 (Hood)
14. Decoration Day – 5:47 (Isbell)
15. Loaded Gun in the Closet – 5:13 (Cooley)

## Formazione
- Mike Cooley – chitarra, voce
- Earl Hicks – basso
- Patterson Hood – chitarra, voce
- Jason Isbell – chitarra, voce
- Brad Morgan – batteria